# Terråk
Terråk est une localité du comté de Nordland, en Norvège.

## Géographie
Administrativement, Terråk fait partie de la kommune de Bindal.